# Mariana Simionescu
Mariana Simionescu (nascida em 27 de novembro de 1956) é uma tenista aposentada romena.

## Carreira
Simionescu venceu o Campeonato Francês Júnior em 1974. Ela jogou no WTA Tour de 1973 a 1980. Seu melhor desempenho no Grand Slam foi chegar à quarta rodada em Wimbledon em 1977. Ela ganhou um título de simples e um título de duplas. Ela alcançou o topo da carreira de simples no ranking mundial como nº 36 em 1978.

## Vida pessoal
Simionescu casou-se com Björn Borg em 24 de julho de 1980, mas o casamento acabou em 1984.

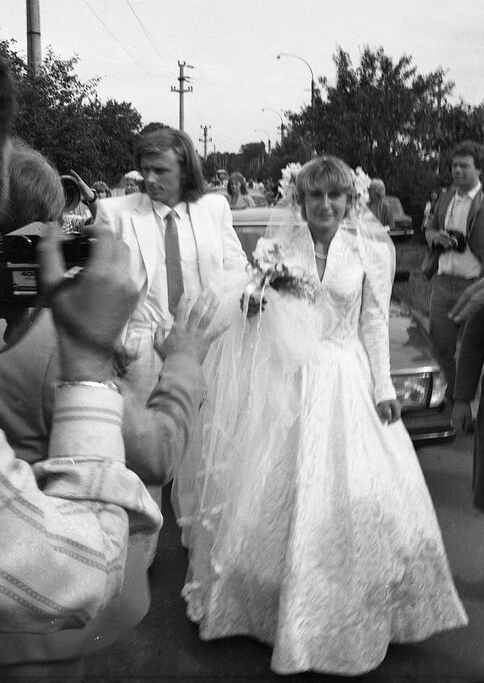
Borg e Simionescu em Snagov, Romênia, em 24 de julho de 1980.

Ela nunca se casou novamente, mas viveu com o ex-piloto de F1 J.-L. Schlesser por alguns anos, com quem tem um filho (Anthony).

## Finais do WTA Tour

### Simples: 2 (1–1)
| Legenda — Performance              |
| ---------------------------------- |
| Torneios Grand Slam (0–0)          |
| Campeonatos WTA Tour (0–0)         |
| Virginia Slims, Avon, Outros (1–1) |

| Títulos por superfície |
| ---------------------- |
| Dura (0–0)             |
| Grama (0–0)            |
| Saibro (1–1)           |
| Carpete (0–0)          |

| Status | No. | Data                  | Torneio      | Sup.   | Oponente        | Placar   |
| ------ | --- | --------------------- | ------------ | ------ | --------------- | -------- |
| Perdeu | 1.  | 18 de agosto de 1975  | South Orange | Saibro | Virginia Ruzici | 6–1, 6–1 |
| Venceu | 1.  | 20 de outubro de 1980 | Tokyo        | Saibro | Nerida Gregory  | 6–4, 6–4 |

### Duplas: 4 (1–3)
| Legenda — Performance              |
| ---------------------------------- |
| Torneios Grand Slam (0–0)          |
| Campeonatos WTA Tour (0–0)         |
| Virginia Slims, Avon, Outros (1–3) |

| Títulos por superfície |
| ---------------------- |
| Dura (0–0)             |
| Grama (0–0)            |
| Saibro (1–2)           |
| Carpete (0–1)          |

| Status | No. | Data                    | Torneio         | Sup.    | Parceira        | Oponentes                      | Placar        |
| ------ | --- | ----------------------- | --------------- | ------- | --------------- | ------------------------------ | ------------- |
| Perdeu | 1.  | 11 de novembro de 1973  | Londres         | Carpete | Virginia Ruzici | Lesley Charles Glynis Coles    | 6–3, 7–5      |
| Perdeu | 2.  | 8 de março de 1976      | Tallahassee     | Saibro  | Virginia Ruzici | Julie Anthony Dianne Fromholtz | 6–2, 7–5      |
| Perdeu | 3.  | 23 de maio de 1976      | Roma            | Saibro  | Virginia Ruzici | Linky Boshoff Ilana Kloss      | 6–1, 6–2      |
| Venceu | 1.  | 27 de fevereiro de 1978 | Fort Lauderdale | Saibro  | Lesley Hunt     | Diane Desfor Barbara Hallquist | 1–6, 7–6, 6–3 |

## Linha de tempo de Grand Slams de simples
| V | F | SF | QF | #R | RR | Q# | NQ | NP | NO |

 •  (V) vencedor; (F) finalista; (SF) semifinalista; (QF) quartas de final; (#R) rodada 4, 3, 2, 1; (RR) round-robin; (Q#) rodada qualificatória;  (NQ) não qualificado; (NP) não participou;  (NO) não ocorreu; (TS) taxa de sucesso (eventos vencidos / participados); (V–P) jogos vencidos-perdidos.
 •  Para evitar confusões e contagem em duplicidade, esses quadros são atualizados após a conclusão de um torneio ou quando a participação de um jogador termina.
| Torneio                 | 1973  | 1974  | 1975  | 1976  | 1977  | 1977  | 1978  | 1979  | 1980  | TS da carreira |
| ----------------------- | ----- | ----- | ----- | ----- | ----- | ----- | ----- | ----- | ----- | -------------- |
| Australian Open         | NP    | NP    | NP    | NP    | NP    | NP    | NP    | NP    | NP    | 0 / 0          |
| Aberto da França        | 1R    | 2R    | 1R    | 3R    | NP    | NP    | 3R    | 1R    | 2R    | 0 / 7          |
| Wimbledon               | 1R    | 2R    | 1R    | 1R    | 4R    | 4R    | 2R    | 2R    | NP    | 0 / 7          |
| US Open                 | NP    | 2R    | NP    | 2R    | NP    | NP    | 1R    | NP    | 1R    | 0 / 4          |
| TS                      | 0 / 2 | 0 / 3 | 0 / 2 | 0 / 3 | 0 / 1 | 0 / 1 | 0 / 3 | 0 / 2 | 0 / 2 | 0 / 18         |
| Ranking no final do ano |       |       | 79    | 45    | 68    | 68    | 59    | 172   | 79    |                |

- Nota: O Australian Open ocorreu duas vezes em 1977, em janeiro e dezembro.